# Un disparo (novela)
Un disparo es una novela de suspenso y misterio escrita por el escritor británico Lee Child y es el noveno de la serie de libros Jack Reacher. El libro es una narración en tercera persona y el título se basa en "Un disparo, una muerte", el credo del francotirador militar.
La novela fue adaptada a una película de 2012 dirigida por Christopher McQuarrie y protagonizada por Tom Cruise como el protagonista.

## Argumento
En una ciudad de Indiana, un hombre armado en un estacionamiento dispara contra una multitud en hora punta en una plaza pública, matando a cinco víctimas aparentemente aleatorias con seis tiros. El tirador deja un rastro para que la policía lo localice. La evidencia de un casquillo y una moneda de veinticinco centavos con las mismas huellas dactilares, señala James Barr, un ex francotirador de infantería del ejército. Lo arrestan, pero sólo le dirá dos cosas a la policía: "Se equivocaron de persona" y "Traigan a Jack Reacher por mí". Reacher, un ex oficial de la policía militar del ejército y ahora vagabundo, está a 2.400 kilómetros (1.500 millas) de distancia, pero ve las noticias en CNN y se sube a un autobús con destino a Indiana. Reacher no tiene trabajo, ni casa, ni automóvil y una cuenta de ahorros cada vez menor debido a su anterior salario militar.
En lugar de absolver a Barr, Reacher quiere ayudar a la fiscalía a condenarlo. Años atrás, cuando Reacher era policía militar investigador, Barr había emprendido una matanza similar al tiroteo de Indiana, asesinando a cuatro hombres durante la guerra en Kuwait. Una complicada política militar y un tecnicismo dejaron a Barr en libertad. Reacher juró localizar al francotirador si alguna vez lo intentaba de nuevo. Reacher cree que Barr es culpable, pero la hermana de Barr, Rosemary, está convencida de la inocencia de su hermano. Ella ruega a la abogada Helen Rodin que lo defienda. El padre de Helen es el fiscal de distrito que procesará el caso. Cuando Reacher llega a Indiana, Barr ha sido golpeado tan brutalmente mientras estaba en prisión que no recuerda nada sobre el día de los asesinatos. La reportera local de NBC Ann Yanni está buscando información sobre el caso y Reacher la incluye en su investigación, a cambio del uso de su automóvil y una exposición pública garantizada sobre Barr. Reacher sabe que 35 yardas, la distancia de tiro a las víctimas en el estacionamiento, es un alcance a quemarropa para un francotirador militar entrenado como Barr. Eso indicaría que el tirador falló un tiro a propósito.
Reacher conduce hasta Kentucky, al campo de tiro donde practicaba el francotirador y aprende más datos de Gunny Samuel Cash, el ex marine estadounidense propietario del lugar. Esto hace que Reacher dude de la solidez del caso contra Barr. Cash no está dispuesto a revelar información o sus registros a Reacher, pero acepta a regañadientes hablar si Reacher golpea un objetivo de papel en el centro a 300 yardas con un solo disparo. Después de tener éxito, a Reacher se le muestran 32 hojas de papel de tiro de tres años de tiros de práctica de Barr, cada hoja con puntuaciones máximas precisas. Reacher deduce que las hojas de objetivos fueron falsificadas usando una pistola a quemarropa.
Después de la visita al campo de tiro, Reacher agrega la información de Cash a la evidencia del caso. Helen y Rosemary analizan las pistas y logran que Reacher concluya que Barr es inocente, lo que significa que alguien estableció a Barr como el francotirador. Alguien también está intentando sacar a Reacher del caso, que antes parecía un fracaso, pero que ahora se está desmoronando. Reacher forma equipo con Helen y trabaja contra un equipo de la fiscalía que tiene su propio secreto. Reacher se acerca al enemigo invisible que mueve los hilos, lo que lo lleva a los verdaderos perpetradores, una pandilla rusa que se hace pasar por empresarios legítimos. El capo de la pandilla (de 80 años), pasó gran parte de su vida en un gulag soviético y es conocido sólo como Zec (prisionero). Reacher burla a los guardias de la mafia en la fortaleza de la pandilla rusa, despachando a cinco matones antes de confrontar al jefe y obligarlo a confesar la conspiración: encubrir el asesinato de la víctima que quiere muerta junto con las otras cuatro víctimas. El verdadero asesino recibe un disparo, Zec decide confesarse a las autoridades que llegan al lugar, Barr queda en libertad condicional y Reacher sigue adelante.

## Adaptación cinematográfica
La novela fue adaptada al cine con la película Jack Reacher en 2012. Escrita y dirigida por Christopher McQuarrie, la película está protagonizada por Tom Cruise en el papel principal. La producción del film comenzó en octubre de 2011 y concluyó en enero de 2012. La trama sin embargo fue cambiada de Indiana a Pittsburgh, Pensilvania. Lee Child tuvo un cameo en el film apareciendo como sargento en un mostrador de la comisaría de policía cuando Reacher va a ser liberado después de una noche en la celda. El estreno de Jack Reacher fue el 21 de diciembre de 2012.
- Datos: Q2811669